# Argentinakopparand
Argentinakopparand (Oxyura vittata) är en fågel i familjen änder inom ordningen andfåglar. Den förekommer i södra Sydamerika i sjöar och våtmarker. Hanen är känd för att ha allra längst penis i förhållande till kroppslängd av alla ryggradsdjur.

## Utseende
Argentinakopparanden är en liten and som liksom övriga arter i släktet har en styv stjärt som ibland hålls rest. Hanen är vackert tecknad med kastanjebrun kropp, svart huvud och en stor, blå näbb. Honan är bruntecknad med ett kontrasterade tvärgående ljust streck och ljus strupe. Arten är mycket lik andinsk kopparand, men denna förekommer vanligen på högre höjder. Jämfört med denna har argentinakopparanden ett mer fyrkantigt huvud och något längre stjärt. Hona argentinakopparand är mer kontrastrik, med ljus tvärbandning på sidorna och tydligare teckningar i ansiktet. 

### Penis
Argentinakopparanden är känd för att ha längst penis av alla ryggradsdjur i förhållande till kroppsstorleken. Penisen är i genomsnitt ca 20 cm vid erektion, vilket är ungefär det samma som fågelns kroppslängd. Den kan dock vara längre och rekordet är 42,5 cm. Den är korkskruvsformigt vriden och försedd med taggar vid basen. I vila är den helt indragen i kroppen. Man vet inte varför denna storlek har utvecklats. En teori är att det kan röra sig om "display" som utvecklats genom sexuell selektion liksom påfågelns fjädrar. Hur parningen går till vet man inte heller. Bland fåglarna är det bara andfåglar och strutsar som har en välutvecklad penis; övriga parar sig genom att trycka kloaköppningarna mot varandra.

## Utbredning och levnadssätt
Argentinakopparanden häckar i södra Argentina och Chile. Den övervintrar i norr till södra Brasilien och Paraguay.  Den behandlas som monotypisk, det vill säga att den inte delas in i några underarter. Arten är relativt vanlig på sjöar med kringliggande vassbälten och i våtmarker med öppna vattenytor. 

## Status
Arten har ett stort utbredningsområde och beståndet anses vara stabilt. Internationella naturvårdsunionen IUCN listar den därför som livskraftig (LC).

## Galleri

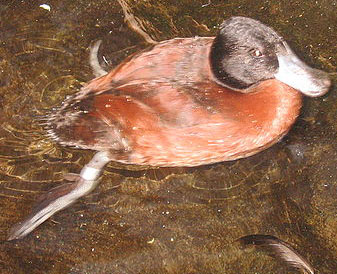
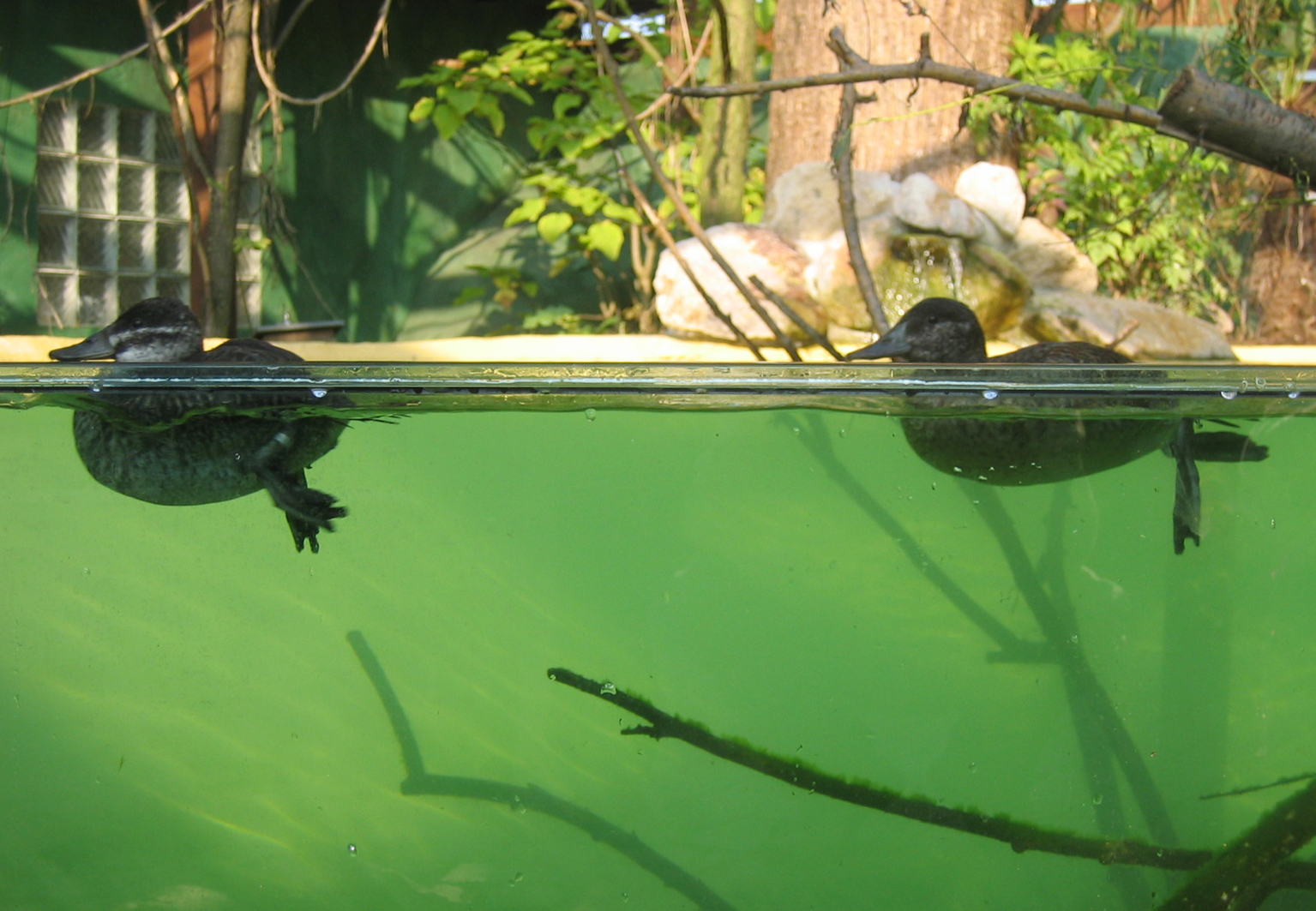
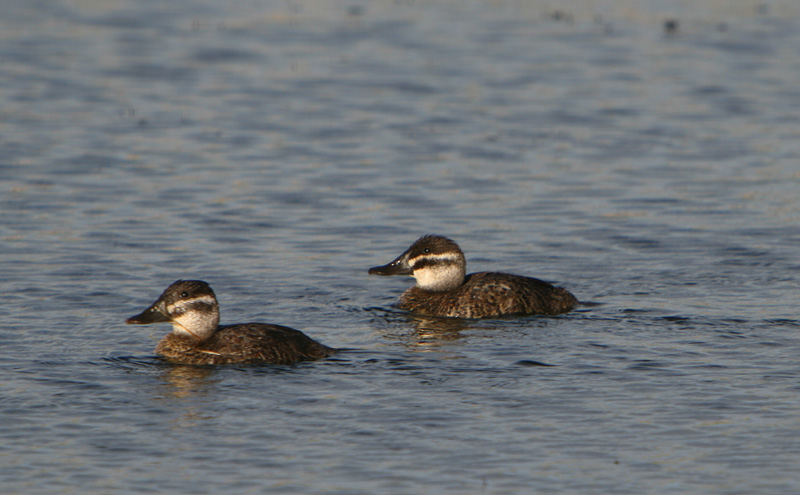